# Kungariket Ungern (1920–1946)
Kungariket Ungern (ungerska: Magyar Királyság) också känt som Regentskapet, existerade från 1920 till 1946 och var ett de facto land under Miklós Horthy. Horthy representerade officiellt den abdikerade ungerska monarken Karl IV, apostoliska kungen av Ungern. Försök av Karl IV att återvända till tronen kunde förhindras genom hot om krig från grannländerna och av bristen på stöd från Horthy.
Kungariket Ungern under Horthy medlem av axelmakterna under större delen av andra världskriget. År 1944 ockuperades Ungern av Nazityskland och Horthy avsattes. Pilkorsarnas ledare Ferenc Szálasi etablerade en ny nazi-stödd regeringen som gjorde Ungern till en tysk lydstat. Under senvåren och sommaren utvisade tyskarna hundratusentals ungerska judar och deporterade dessa till deras utrotningsläger, där de flesta dog.
Efter andra världskriget föll Ungern inom Sovjetunionens intressesfär. År 1946 etablerades den Andra ungerska republiken.